# 林家彦丸
林家 彦丸（はやしや ひこまる、1982年12月1日 - ）は、落語協会に所属する落語家。

## 経歴
2001年、林家正雀に入門。前座名は「彦丸」。
2004年に春風亭一之輔、三遊亭ぬう生、月の家鏡太と共に二ツ目昇進。
2016年3月、二代月の家小圓鏡、林家たけ平、林家ぼたん、台所おさんと共に真打昇進。

## 芸歴
- 2001年∶林家正雀に入門。前座名「彦丸」。
- 2004年∶二ツ目昇進。
- 2016年3月∶真打昇進。